# Hipposideros pelingensis
Hipposideros pelingensis — є одним з видів кажанів родини Hipposideridae.

## Поширення
Країни поширення: Індонезія. Його вертикальний діапазон опширення від рівня моря до 1000 м над рівнем моря. Залежить від карстові печер, де живе великими колоніями в сотні, можливо тисячі особин і живиться на оброблюваних землях.

## Загрози та охорона
Видобутку вапняків є загрозою для цього виду. Цей вид був записаний у кількох охоронних територіях.